# 傑里科 (北卡羅萊納州)
傑里科（英語：Jericho）是位於美國北卡羅萊納州卡斯韋爾縣的非建制地區。

## 歷史
傑里科的郵局於1904年設立，其後於1917年停運。

## 地理
傑里科所處的海拔為高於海平面217米（即712英呎），而該地所採用的時區為UTC-5，即北美东部时区（EST）。同時該地設有夏令時間，為UTC-5調快一小時，即UTC-4（EDT）。